# Дягда (приток Тыма)
Дягда (устар. Джягдаг) — река в России, протекает по Красноярскому краю. Устье реки находится в 834 км по правому берегу реки Тым. Длина реки составляет 12 км.

## Данные водного реестра
По данным государственного водного реестра России относится к Верхнеобскому бассейновому округу, водохозяйственный участок реки — Обь от впадения реки Васюган до впадения реки Вах, речной подбассейн реки — Васюган. Речной бассейн реки — (Верхняя) Обь до впадения Иртыша.